# 1369 Ostanina
1369 Ostanina је астероид главног астероидног појаса са пречником од приближно 41,24 .
Афел астероида је на удаљености од 3,781 астрономских јединица (АЈ) од Сунца, а перихел на 2,455 АЈ.
Ексцентрицитет орбите износи 0,212, инклинација (нагиб) орбите у односу на раван еклиптике 14,263 степени, а орбитални период износи 2011,445 дана (5,507 година).
Апсолутна магнитуда астероида је 10,70 а геометријски албедо 0,054.
Астероид је откривен 27. августа 1935. године.